# Bassirou Konté
Bassirou Konté (18 juli 1988) is een Ivoriaans wielrenner. Van augustus 2010 tot midden april 2011 kwam hij uit voor het Griekse Team Worldofbike.gr.

## Overwinningen
2008
Ivoriaans kampioen op de weg, Elite
6e etappe Ronde van Kameroen
2010
2e etappe Ronde van Kameroen
2013
Ivoriaans kampioen op de weg, Elite
7e etappe Ronde van Burkina Faso
2014
Ivoriaans kampioen op de weg, Elite
2015
7e etappe Ronde van Kameroen

## Ploegen
- 2010 –  Team Worldofbike.gr (vanaf 1-8)
- 2011 –  Team Worldofbike.gr (tot 10-4)